# Tragopogon
Tragopogon  L., 1753 è un genere di piante angiosperme dicotiledoni della famiglia delle Asteraceae dall'aspetto di piccole erbacee dalla tipica infiorescenza liguliflora.

## Etimologia
Da Dioscoride sappiamo che il nome del genere (Tragopogon) deriva dal greco τραγος (tragos = caprone) e πὠγων (pogon = barba) per la somiglianza delle setole del pappo con la barba di un caprone.
Il nome scientifico di questo genere è stato proposto da Carl von Linné (1707 – 1778) biologo e scrittore svedese, considerato il padre della moderna classificazione scientifica degli organismi viventi, nella pubblicazione "Species Plantarum" del 1753.

## Descrizione

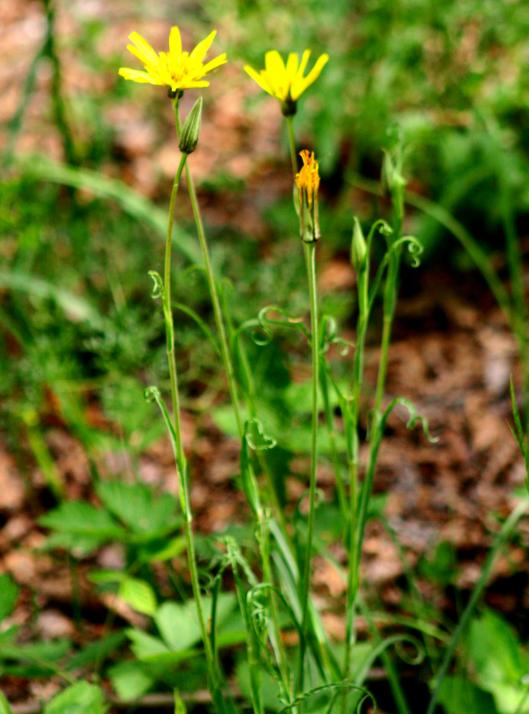
Il portamento
(Tragopogon pratensis)

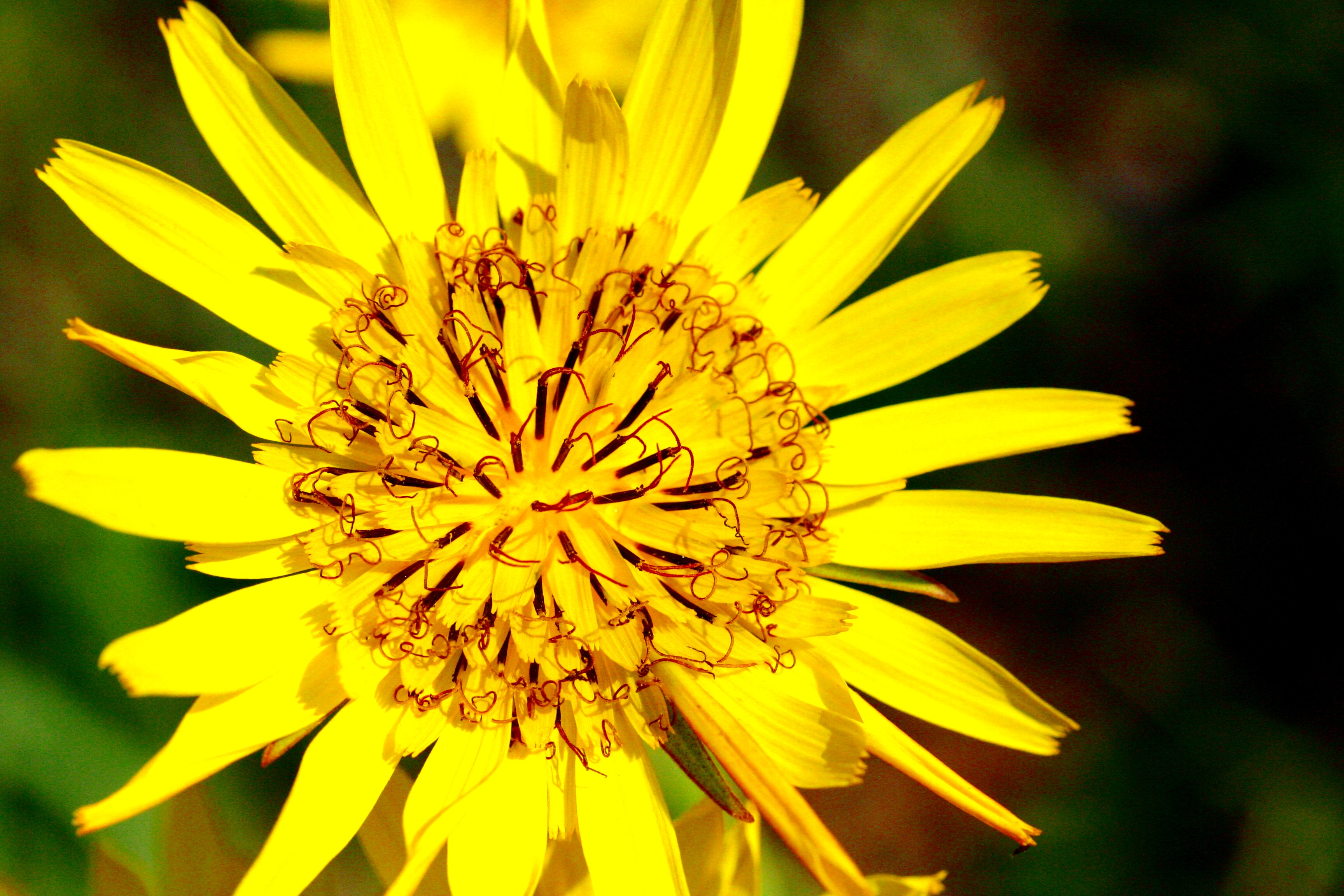
I fiori ligulati
(Tragopogon pratensis)

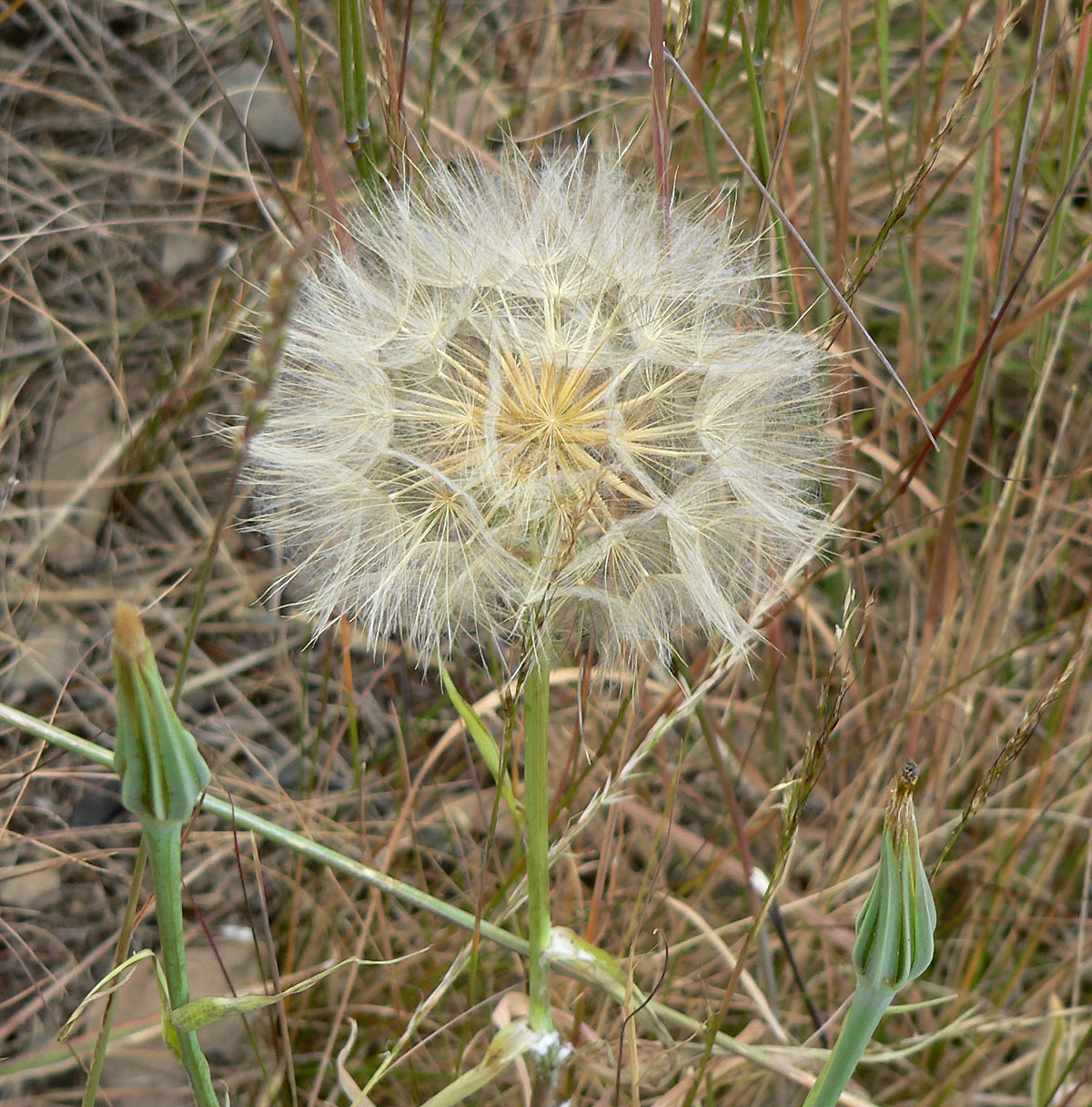
Il pappo
(Tragopogon dubius)

Habitus. La forma biologica prevalente è emicriptofita scaposa (H scapn), ossia sono piante a ciclo biologico perenne, con gemme svernanti al livello del suolo e protette dalla lettiera o dalla neve; spesso sono dotate di un asse fiorale eretto e con poche foglie. Sono presenti anche piante con ciclo biologico bienne (H bienn) o annuo (terofita scaposa, T scap).
Fusto. La parte aerea del fusto è eretta, semplice o poco ramosa; la superficie può essere striata, glabra o anche tomentosa (fioccosa). In alcune specie il caule è ingrossato sotto il capolino. Per ogni pianta possono essere presenti al massimo 5 steli. L'altezza varia da 20 cm a poco più di un metro (massimo 150 cm). Le radici in genere sono costituite da un fittone (quella principale può essere molto sviluppata).
Foglie. Le foglie si distinguono in basali e cauline. La lamina in genere è lineare o lineare-lanceolata (di aspetto graminiforme), con margini interi (o ondulati) e apice acuminato. Le foglie lungo il caule sono disposte in modo alternato; quelle inferiori spesso sono conduplicate e amplissicauli. Le foglie superiori, sessili, sono più piccole.
Infiorescenza. Le infiorescenze sono composte da capolini singoli su un peduncolo allungato (spesso l'infiorescenza emerge dalle foglie superiori). Il capolino (discoide e omogamo) è formato da un involucro a forma cilindrica composto da diverse brattee (o squame) disposte generalmente su una sola serie, all'interno delle quali un ricettacolo fa da base ai fiori tutti ligulati. L'infiorescenza può essere sottesa da alcune brattee (esterne all'involucro) e in genere più lunghe delle corolle. Le brattee dell'involucro, a forma da lineare-lanceolata a triangolare-lenceolata, in alcune specie si allungano alla fruttificazione; i margini sono interi (bianchi) e gli apici sono acuti. Il ricettacolo è nudo, ossia è privo di pagliette a protezione della base dei fiori; è liscio, glabro e a forma convessa.
Fiori. I fiori, da 50 a 180, sono tutti del tipo ligulato (il tipo tubuloso, i fiori del disco, presente nella maggioranza delle Asteraceae, qui è assente), sono tetra-ciclici (ossia sono presenti 4 verticilli: calice – corolla – androceo – gineceo) e pentameri (ogni verticillo ha 5 elementi). Sono ermafroditi e zigomorfi.
- Formula fiorale:

*/x K {\displaystyle \infty }, [C (5), A (5)], G 2 (infero), achenio
- Calice: i sepali del calice sono ridotti ad una coroncina di squame.
- Corolla: le corolle sono formate da una ligula terminante con 5 denti; il colore è giallo, violetto, rosa o porpora. Lunghezza della corolla varia da 20 – 30 mm (è più breve delle brattee più esterne).
- Androceo: gli stami sono 5 con filamenti liberi, mentre le antere sono saldate in un manicotto (o tubo) circondante lo stilo.[16] Le antere sono caudate e alla base sono acute. Il polline è tricolporato (con due lacune), è echinato (con punte) e anche "lophato" (la parte più esterna dell'esina è sollevata a forma di creste e depressioni).[17]
- Gineceo: lo stilo è filiforme con peli sul lato inferiore; gli stigmi dello stilo sono due divergenti. L'ovario è infero uniloculare formato da 2 carpelli. Gli stigmi sono ottusi e gracili.

Frutti. I frutti sono degli acheni con pappo. L'achenio, fusiforme o cilindrico, è ristretto all'apice ed è provvisto di un lungo becco; la superficie è colorata di scuro, dal marrone a tonalità più chiare, e può avere da 5 a 10 coste. Il becco in genere è lungo quasi come l'ovario, ed è il risultato della metamorfosi del tubo calicino durante le fasi della maturazione.  Gli acheni sono privi di carpoforo. Il pappo è formato da 12 - 20 setole piumose ma rigide su una sola serie, ed è persistente; il colore varia da marrone a biancastro; alla base le setole possono essere connate. Lunghezza del pappo: 6 – 40 mm.

## Biologia
- Impollinazione: l'impollinazione avviene tramite insetti (impollinazione entomogama tramite farfalle diurne e notturne).
- Riproduzione: la fecondazione avviene fondamentalmente tramite l'impollinazione dei fiori (vedi sopra).
- Dispersione: i semi (gli acheni) cadendo a terra sono successivamente dispersi soprattutto da insetti tipo formiche (disseminazione mirmecoria). In questo tipo di piante avviene anche un altro tipo di dispersione: zoocoria. Infatti gli uncini delle brattee dell'involucro si agganciano ai peli degli animali di passaggio disperdendo così anche su lunghe distanze i semi della pianta.

## Distribuzione e habitat
L'habitat preferito per le specie di questo genere sono gli incolti, i bordi dei campi e i prati in genere aridi. In Italia le specie di  Tragopogon sono presenti ovunque ma non frequentemente. L'area di origine di questo genere è l'Asia occidentale e media (il centro di maggior distribuzione è la Transcaucasia), mentre in altri areali (a parte l'Africa mediterranea) è considerato naturalizzato (Europa, America del Nord e del Sud, Australia e Sudafrica).

## Tassonomia
La famiglia di appartenenza di questa voce (Asteraceae o Compositae, nomen conservandum) probabilmente originaria del Sud America, è la più numerosa del mondo vegetale, comprende oltre 23.000 specie distribuite su 1.535 generi, oppure 22.750 specie e 1.530 generi secondo altre fonti (una delle checklist più aggiornata elenca fino a 1.679 generi). La famiglia attualmente (2021) è divisa in 16 sottofamiglie.

### Filogenesi
Questo genere appartiene alla sottotribù Scorzonerinae della tribù Cichorieae (unica tribù della sottofamiglia Cichorioideae). In base ai dati filogenetici la sottofamiglia Cichorioideae è il terz'ultimo gruppo che si è separato dal nucleo delle Asteraceae (gli ultimi due sono Corymbioideae e Asteroideae). La sottotribù Scorzonerinae è il secondo clade che si è separato dalla tribù.
La tribù Scorzonerinae è individuata dai seguenti principali caratteri:
- l'indumento di queste piante è morbido fatti di piccoli peli;
- le foglie sono parallelinervie indivise;
- le setole del pappo sono provviste di morbide proiezioni laterali (una fila di cellule appiattite);
- il polline è tricolporato con 2 lacune;
- l'areale (nativo) della sottotribù è relativo al Vecchio Mondo.

All'interno della sottotribù sono stati individuati diversi cladi, alcuni in posizione politomica. Il genere di questa voce, da un punto di vista filogenetico, si trova in una posizione centrale e con il genere Geropogon forma un "gruppo fratello" (differiscono soprattutto per gli acheni e il pappo). Il genere Tragopogon come è descritto attualmente è monofiletico.
I caratteri distintivi per le specie di questo genere ( Tragopogon) sono:
- il ciclo biologico è perenne o bienne;
- gli acheni sono privi di carpoforo;
- le setole del pappo sono piumose;
- le radici sono fittonanti;
- le foglie sono graminiformi;
- l'involucro ha una sola serie di brattee.

Il numero cromosomico delle specie è: 2n = 14 (diploide).

### Variabilità
Le specie di questo genere sono abbastanza variabili. I caratteri più soggetti a variabilità sono i seguenti (in relazione alle specie spontanee del territorio italiano):
- il rapporto di sporgenza tra la corolla e le squame inferiori (Tragopogon pratensis, Tragopogon crocifloius e Tragopogon porrifolius);
- l'ingrossamento del peduncolo sotto il capolino (Tragopogon dubius);
- in genere la pubescenza dell'intera pianta;
- dimensione delle foglie: o normali o più gracili e più sottili (Tragopogon porrifolius e Tragopogon angustifolius);

#### Specie spontanee italiane
Per meglio comprendere ed individuare le varie specie (solamente per le specie spontanee della flora italiana), l'elenco seguente utilizza in parte il sistema delle chiavi analitiche (vengono cioè indicate solamente le caratteristiche utili a distingue una specie dall'altra).
- 1A: le corolle dei fiori sono completamente gialle;

- 2A: i fusti sono poco o per nulla ingrossati sotto il capolino:

- 3A: la superficie delle piante è in genere glabra; la lunghezza del becco dell'achenio è minore dell'achenio stesso;

- 4A: la base delle foglie è allargata; le squame dell'involucro sono 7 -8;

Tragopogon pratensis L. - Barba di becco dei prati: l'altezza delle piante varia da 3 a 8 dm; il ciclo biologico è perenne; la forma biologica è emicriptofita scaposa (H scap); il tipo corologico è Eurosiberiano; l'habitat tipico sono i prati e gli incolti; la distribuzione sul territorio italiano è quasi completa (a parte il sud e le isole) fino ad un'altitudine di 2100 m s.l.m..
- 5A: alla fioritura la corolla è a metà delle brattee; il diametro dell'infiorescenza è di 30 - 40 mm;

Tragopogon minor Mill. - Barba di becco minore: l'altezza delle piante varia da 3 a 7 dm; il ciclo biologico è perenne; la forma biologica è emicriptofita scaposa (H scap); il tipo corologico è Europeo; l'habitat tipico sono i prati e pascoli mesofili e frutteti; la distribuzione sul territorio italiano è relativa al Nord e Centro fino ad un'altitudine di 1.000 m s.l.m..
- 5B: alla fioritura la corolla sporge di 2 - 5 mm oltre le brattee; il diametro dell'infiorescenza è di 40 - 50 mm;

Tragopogon orientalis L. - Barba di becco orientale: l'altezza delle piante varia da 3 a 7 dm; il ciclo biologico è perenne; la forma biologica è emicriptofita scaposa (H scap); il tipo corologico è Eurasiatico; l'habitat tipico sono i prati e pascoli mesofili e frutteti; la distribuzione sul territorio italiano è su tutto il territorio fino ad un'altitudine tra 500 e 1.000 m s.l.m..
- 4B: le foglie non sono allargate alla base; le squame dell'involucro sono 6 - 7;

Tragopogon samaritani Heldr. & Sart. - Barba di becco di Smaritani: l'altezza delle piante varia da 3 a 10 dm; il ciclo biologico è biannuale; la forma biologica è emicriptofita bienne (H bienn); il tipo corologico è Orofita - Sud Est Europeo (Anfiadriatico); l'habitat tipico sono i prati aridi; la distribuzione sul territorio italiano è concentrata al centro fino ad un'altitudine compresa tra 800 e 1800 m s.l.m..
- 3B: la superficie delle piante è fioccosa; il becco dell'achenio è lungo due volte l'achenio stesso;

Tragopogon tommasinii Schultz-Bip. - Barba di becco di Tommasini: l'altezza delle piante varia da 4 a 7 dm; il ciclo biologico è perenne; la forma biologica è emicriptofita scaposa (H scap); il tipo corologico è Endemico - Illirico; l'habitat tipico sono i prati aridi; sul territorio italiano si trova solo all'estremo est fino ad un'altitudine di 600 m s.l.m..
2B: i fusti hanno un ingrossamento di oltre 10 mm sotto il capolino;
Tragopogon dubius Scop. - Barba di becco a tromba: l'altezza delle piante varia da 4 a 6 dm; il ciclo biologico è biannuale; la forma biologica è emicriptofita bienne (H bienn); il tipo corologico è Sud Europeo - Caucasico (Pontico); l'habitat tipico sono i prati aridi e le dune sabbiose; la distribuzione in Italia è completa su tutto il territorio (isole escluse) fino ad un'altitudine di 1000 m s.l.m..
- 1B: le corolle dei fiori sono violacee, purpuree o rosa;

- 6A: i fusti non sono ingrossati sotto il capolino; le foglie sono sottili fino alla base;

Tragopogon crocifolius L. - Barba di becco minore: le squame dell'involucro sono 5 - 8 e sono poco più lunghe dei fiori; l'altezza delle piante varia da 2 a 6 dm; il ciclo biologico è annuale/bienne; la forma biologica è terofita scaposa (T scap); il tipo corologico è Steno-Mediterraneo; l'habitat tipico sono gli incolti, i prati aridi e lungo le vie; la distribuzione sul territorio italiano è relativa al sud fino ad una altitudine compresa fra 600 e 1700 m s.l.m..
Tragopogon angustifolius Bell. - Barba di becco a foglie sottili: le squame dell'involucro sono 8 - 12 e sono lunghe il doppio dei fiori; l'altezza delle piante varia da 4 a 8 dm; il ciclo biologico è annuale/bienne; la forma biologica è terofita scaposa (T scap); il tipo corologico è Endemico - Ibero-Provenzale; l'habitat tipico sono i prati aridi; la distribuzione sul territorio italiano è relativa all'estremo occidente fino ad una altitudine compresa fra 600 e 1900 m s.l.m..
- 6B: i fusti sono ingrossati sotto il capolino; le foglie cauline sono allargate alla base;

Tragopogon porrifolius L. - Barba di becco violetta: l'altezza delle piante varia da 2 a 6 dm; il ciclo biologico è annuale/bienne; la forma biologica è terofita scaposa (T scap); il tipo corologico è Euri-Mediterraneo; l'habitat tipico sono i prati aridi, gli incolti e i bordi dei campi; la distribuzione sul territorio italiano è completa fino ad una altitudine di 1000 m s.l.m..

### Specie della zona alpina
Delle 9 specie spontanee della flora italiana 6 vivono sull'arco alpino. La tabella seguente mette in evidenza alcuni dati relativi all'habitat, al substrato e alla distribuzione delle specie alpine.
| Specie | Comunità vegetali | Piani vegetazionali         | Substrato | pH     | Livello trofico | H2O   | Ambiente | Zona alpina          |
| --- | ----------------- | --------------------------- | --------- | ------ | --------------- | ----- | -------- | -------------------- |
| T. crocifolius | 9                 | collinare montano           | Ca - Si   | basico | medio           | arido | F2       | IM CN TO AO          |
| T. dubius | 5                 | collinare montano           | Ca - Si   | neutro | alto            | arido | B1 B2 F2 | Alpi occ. e centrali |
| T. porrifolius | 11                | collinare                   | Ca - Si   | neutro | alto            | secco | B1 B2    | TO TN                |
| T. minor | 11                | collinare montano           | Ca - Si   | neutro | medio           | secco | F3       | AO SV                |
| T. orientalis | 11                | collinare montano           | Ca - Si   | neutro | medio           | secco | F3       | tutto l'arco alpino  |
| T. pratensis | 11                | collinare montano subalpino | Ca - Si   | neutro | medio           | secco | F3       | Alpi occ. e centrali |
| Legenda e note alla tabella. Substrato con “Ca/Si” si intendono rocce di carattere intermedio (calcari silicei e simili); vengono prese in considerazione solo le zone alpine del territorio italiano (sono indicate le sigle delle province). Comunità vegetali: 5 = comunità perenni nitrofile; 9 = comunità a emicriptofite e camefite delle praterie rase magre secche; 11 = comunità delle macro- e megaforbie terrestri Ambienti: B1 = campi, colture e incolti; B2 = ambienti ruderali, scarpate; F2 = praterie rase, prati e pascoli dal piano collinare al subalpino: F3 = prati e pascoli mesofili e igrofili; G3 = macchie basse |                   |                             |           |        |                 |       |          |                      |

Nota: la specie Tragopogon tommasinii Sch.Bip. in passato è stata segnalata nelle Alpi Carniche, ma attualmente sembra sia scomparsa.

### Specie Euro-Mediterranee
In Europa e nell'areale del Mediterraneo sono presenti le seguenti specie (a parte quelle della flora spontanea italiana):

- Tragopogon acanthocarpus Boiss., 1849 - Distribuzione: Transcaucasia
- Tragopogon albinervis Freyn & Sint., 1892 - Distribuzione: Anatolia
- Tragopogon armeniacus Kuth., 1953 - Distribuzione: Transcaucasia
- Tragopogon aureus Boiss., 1875 - Distribuzione: Anatolia
- Tragopogon balcanicus Velen., 1886 - Distribuzione: Penisola Balcanica e Anatolia
- Tragopogon bjelorussicus Artemczuk, 1937 - Distribuzione: Bielorussia e Ucraina
- Tragopogon bombycinus Gredilla, 1900 - Distribuzione: Spagna
- Tragopogon borystenicus Artemczuk, 1937 - Distribuzione: Romania e Ucraina
- Tragopogon brevirostris DC., 1838 - Distribuzione: Europa Orientale e Transcaucasia
- Tragopogon buphthalmoides (DC.) Boiss., 1875 - Distribuzione: Anatolia, Transcaucasia e Asia mediterranea
- Tragopogon castellanus Leresche & Levier, 1881 - Distribuzione: Spagna
- Tragopogon cazorlanus C. Díaz & Blanca, 2004 - Distribuzione: Spagna
- Tragopogon charadzeae Kuth., 1953 - Distribuzione: Transcaucasia
- Tragopogon colchicus Albov, 1895 - Distribuzione: Transcaucasia
- Tragopogon collinus DC., 1838 - Distribuzione: Transcaucasia e Asia mediterranea
- Tragopogon coloratus C. A. Mey., 1831 - Distribuzione: Transcaucasia e Anatolia
- Tragopogon cretaceus S. A. Nikitin, 1938 - Distribuzione: Europa Orientale
- Tragopogon dasyrhynchus Artemczuk, 1937 - Distribuzione: Europa Orientale
- Tragopogon elatior Steven, 1856 - Distribuzione: Ucraina
- Tragopogon fibrosus Freyn & Sint., 1895 - Distribuzione: Anatolia
- Tragopogon filifolius Boiss., 1875 - Distribuzione: Europa Orientale e Transcaucasia
- Tragopogon floccosus Waldst. & Kit., 1802 - Distribuzione: Penisola Balcanica (parte orientale) e Ucraina
- Tragopogon gorskianus Rchb. f., 1858 - Distribuzione: Lituania
- Tragopogon graminifolius DC., 1838 - Distribuzione: Europa Orientale e Transcaucasia
- Tragopogon heterospermus Schweigg., 1812 - Distribuzione: Europa Orientale e Transcaucasia
- Tragopogon idae Kuth., 1957 - Distribuzione: Armenia
- Tragopogon karjaginii Kuth., 1957 - Distribuzione: Transcaucasia
- Tragopogon kemulariae Kuth., 1953 - Distribuzione: Transcaucasia
- Tragopogon ketzkhovelii Kuth., 1951 - Distribuzione: Transcaucasia
- Tragopogon kindingeri Adamovic, 1905 - Distribuzione: Macedonia
- Tragopogon lainzii Suár.-Sant. & al., 2011 - Distribuzione: Spagna
- Tragopogon lassithicus Rech. f., 1943 - Distribuzione: Isola di Creta
- Tragopogon latifolius Boiss., 1844 - Distribuzione: Anatolia
- Tragopogon longifolius Boiss., 1856 - Distribuzione: Grecia
- Tragopogon macropogon C. A. Mey., 1838 - Distribuzione: Transcaucasia
- Tragopogon makaschwilii Kuth., 1953 - Distribuzione: Transcaucasia
- Tragopogon marginatus Boiss. & Buhse - Distribuzione: Transcaucasia
- Tragopogon marginifolius Pavlov, 1860 - Distribuzione: Transcaucasia
- Tragopogon meskheticus Kuth., 1953 - Distribuzione: Transcaucasia
- Tragopogon oligolepis Hartvig & Strid, 1987 - Distribuzione: Anatolia
- Tragopogon olympicus Boiss., 1849 - Distribuzione: Anatolia
- Tragopogon otschiaurii Kuth., 1973 - Distribuzione: Transcaucasia
- Tragopogon pichleri Boiss., 1875 - Distribuzione: Anatolia
- Tragopogon podolicus (DC.) S. A. Nikitin, 1936 - Distribuzione: Europa Orientale e Transcaucasia
- Tragopogon pseudocastellanus Blanca & C. Díaz, 1996 - Distribuzione: Spagna
- Tragopogon pterocarpus DC., 1838 - Distribuzione: Anatolia, Transcaucasia e Asia mediterranea
- Tragopogon pterodes Petrovic, 1882 - Distribuzione: Anatolia e Penisola Balcanica (parte orientale)
- Tragopogon pusillus M. Bieb., 1819 - Distribuzione: Europa Orientale, Anatolia e Transcaucasia
- Tragopogon reticulatus Boiss. & A. Huet, 1856 - Distribuzione: Europa Orientale, Anatolia e Transcaucasia
- Tragopogon ruber S. G. Gmel., 1774 - Distribuzione: Europa Orientale e Transcaucasia
- Tragopogon ruthenicus Krasch. & S. A. Nikitin, 1930 - Distribuzione: Europa Orientale e Transcaucasia
- Tragopogon segetum Kuth., 1953 - Distribuzione: Transcaucasia
- Tragopogon serotinus Sosn., 1951 - Distribuzione: Transcaucasia
- Tragopogon sibiricus Ganesch., 1915 - Distribuzione: Europa Orientale e Transcaucasia
- Tragopogon soltisiorum Mavrodiev, 2008 - Distribuzione: Europa Orientale e Transcaucasia
- Tragopogon sosnowskyi Kuth., 1949 - Distribuzione: Transcaucasia
- Tragopogon stribrnyi Hayek, 1921 - Distribuzione: Bulgaria
- Tragopogon subacaulis O. Schwarz, 1934 - Distribuzione: Anatolia
- Tragopogon tanaiticus Artemczuk, 1937 - Distribuzione: Europa Orientale e Transcaucasia
- Tragopogon tuberosus K. Koch, 1851 - Distribuzione: Europa Orientale e Transcaucasia
- Tragopogon undulatus Jacq., 1781 - Distribuzione: Ucraina
- Tragopogon vaginatus Ownbey & Rech. f., 1977 - Distribuzione: Anatolia
- Tragopogon villosus L., 1763 - Distribuzione: Spagna

### Sinonimi
L'entità di questa voce ha avuto nel tempo diverse nomenclature. L'elenco seguente indica alcuni tra i sinonimi più frequenti:
- Chromopappus Boriss.
- Chromatopogon F.W.Schmidt

### Generi simili
Elenco di alcuni generi simili a Tragopogon con accanto alcuni caratteri distintivi:
- Geropogon L.: specie annua con le squame dell'involucro disposte su una sola serie; gli acheni hanno l'apice allungato in un becco, quelli dei fiori periferici sono provvisti 3 - 7 reste scabre.
- Scorzonera L.: tutte foglie hanno una lamina intera; gli acheni sono ristretti all'apice (ma privi di becco allungato).
- Scorzonera L. - Podospermum clade: le foglie hanno una forma pennata; gli acheni alla base sono cavi e privi di becco allungato.

## Usi (cucina)
La specie più interessante dal punto di vista alimentare è Tragopogon porrifolius (volgarmente chiamata salsefica o salsifi). È coltivata negli orti da più secoli. Alcuni riferimenti si trovano negli scritti di Olivier de Serres (1539 - 1619), agronomo e botanico francese. Le radici sono ricche di inulina e di un lattice che alcune tribù della Columbia Britannica usano come gomma masticatoria (in America questa pianta è stata importata dagli europei)

Tra gli altri composti, la radice contiene:
- sostanze azotate = 3,45 %
- materie grasse = 1%
- sostanze idrocarbonate = 12/15 %

## Alcune specie

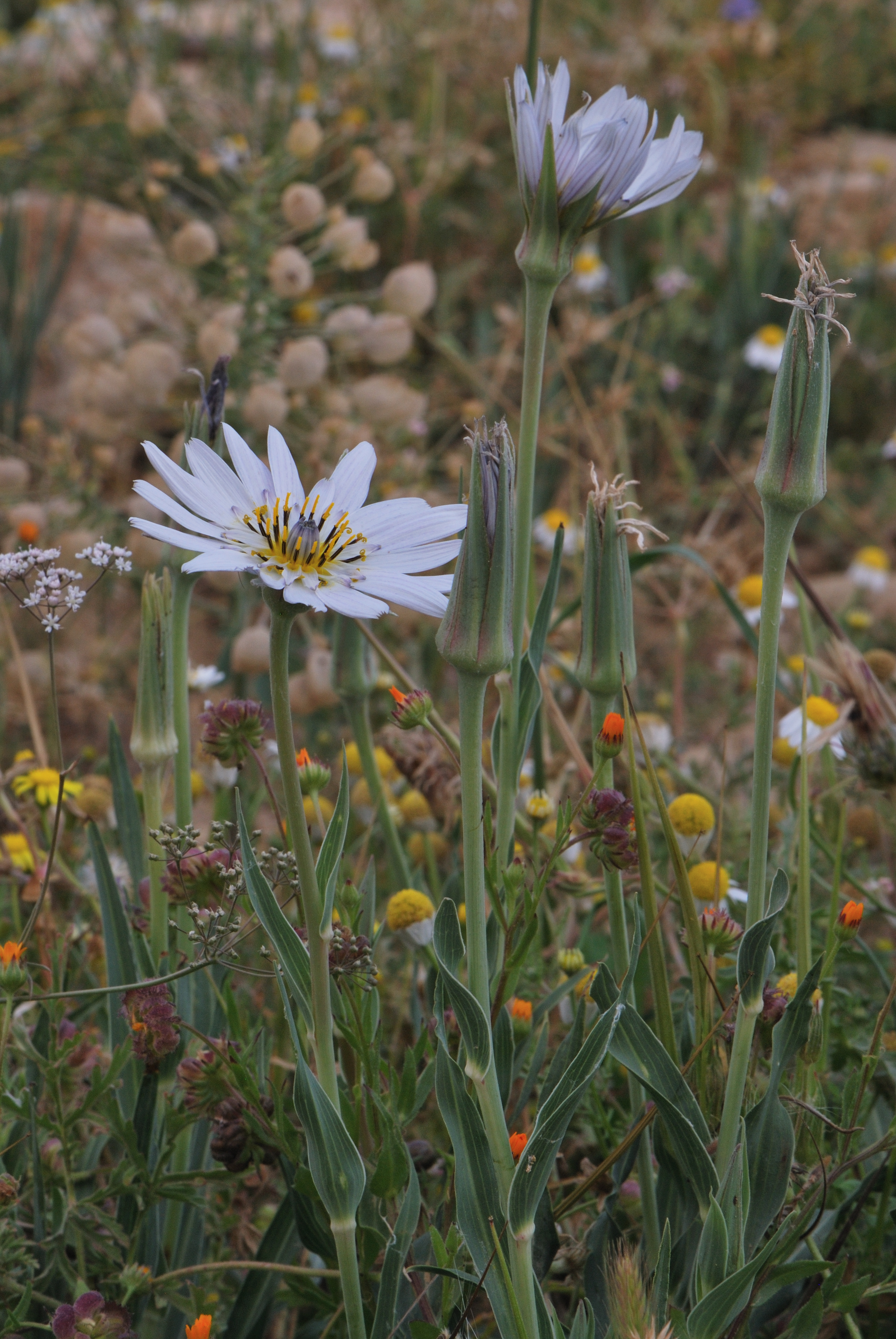
Tragopogon collinus
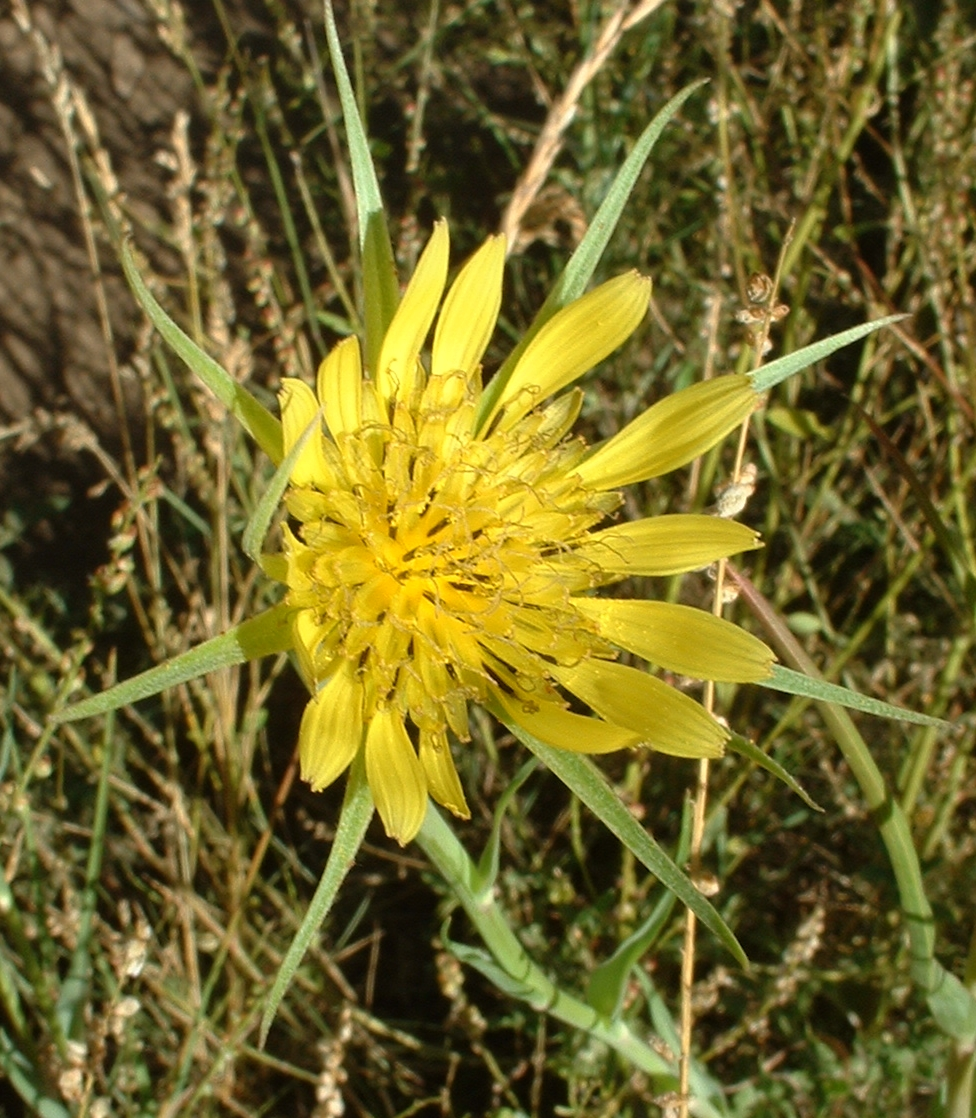
Tragopogon dubius
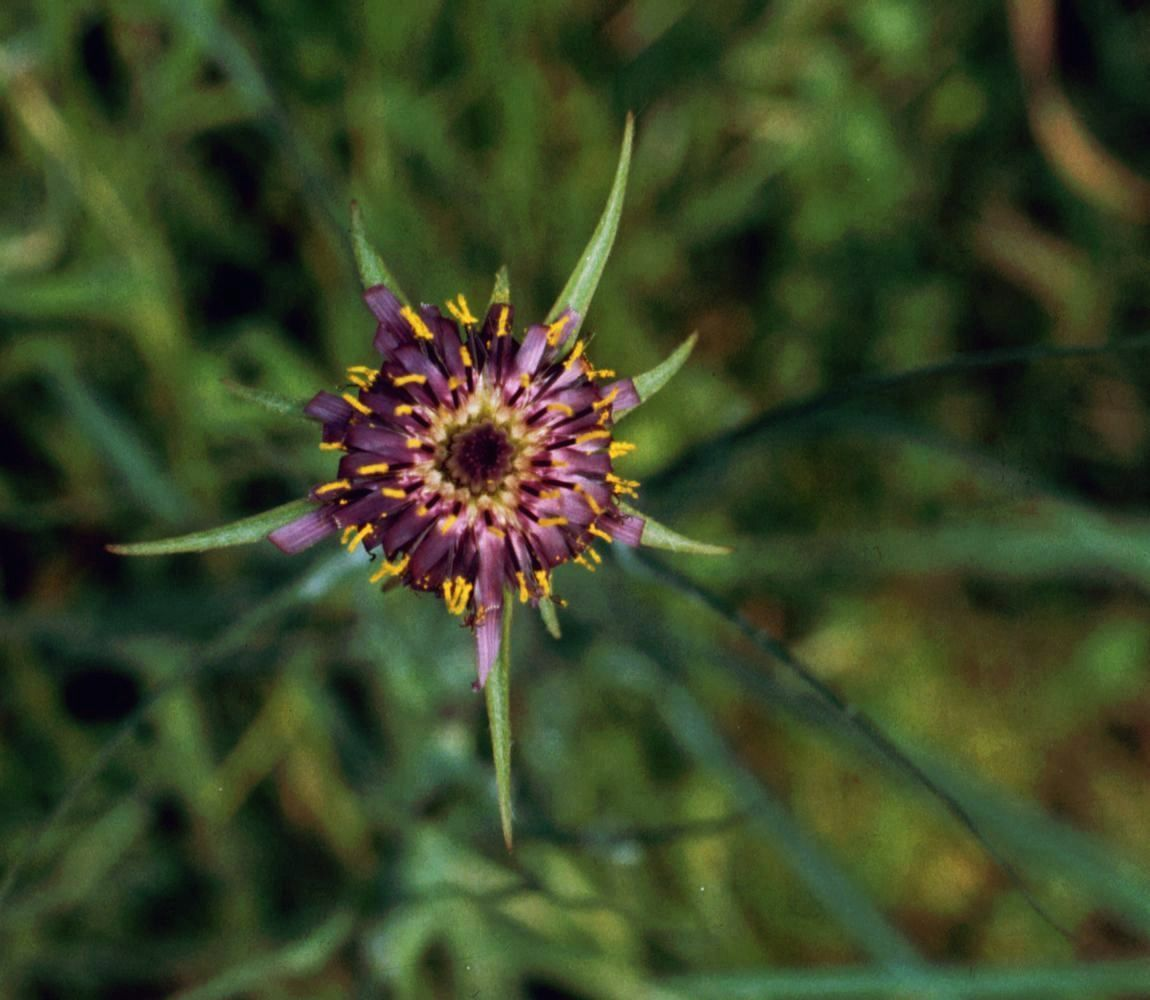
Tragopogon porrifolius
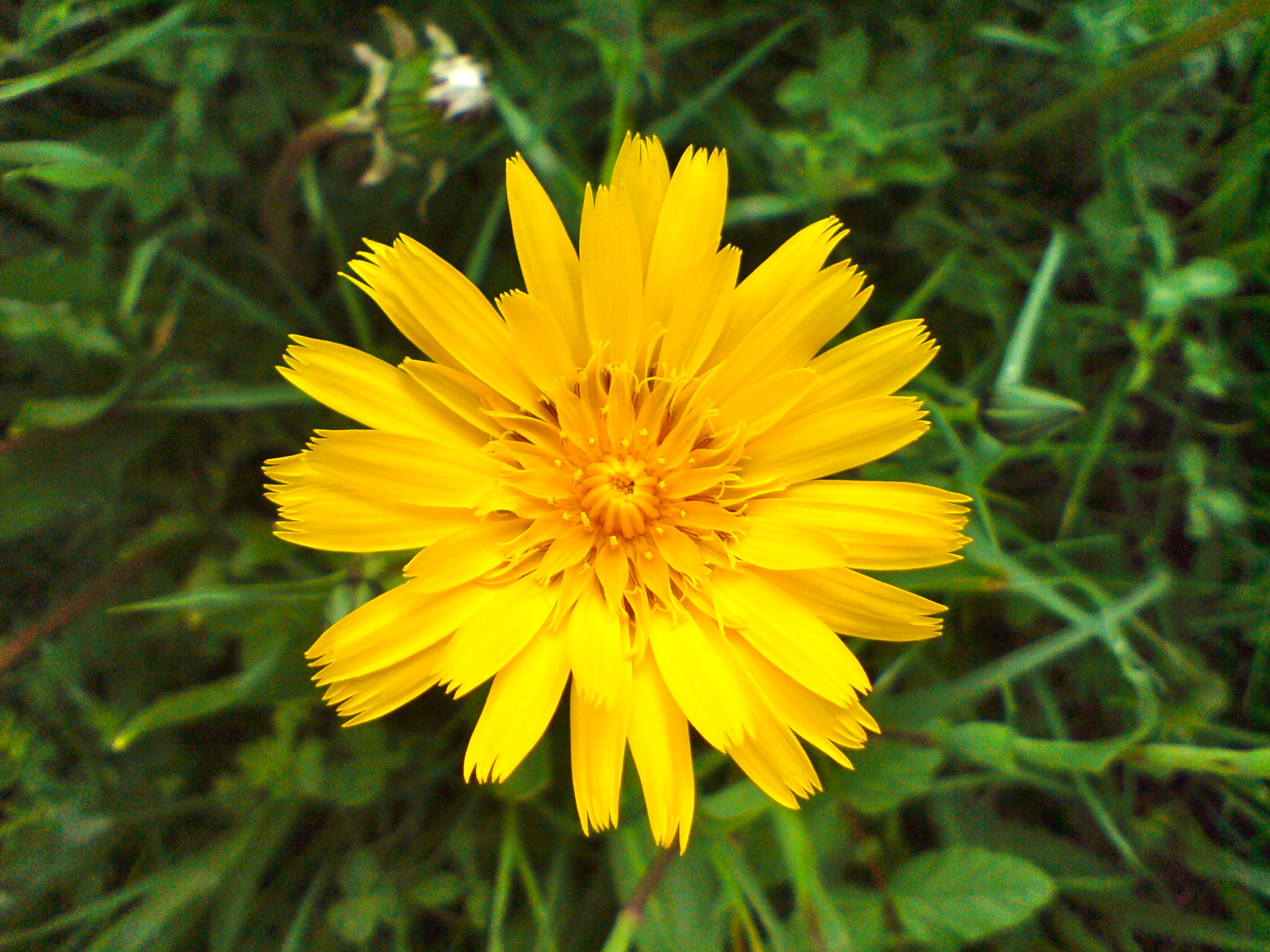
Tragopogon pratensis